# Янус, Рудольф Иванович
Рудольф Иванович Я́нус (1903—1966) — советский физик, доктор физико-математических наук (1960), профессор (1946), основатель уральской школы магнитологов.

## Биография
Родился 27 марта (9 апреля) 1903 года в деревне Ново-Эстонское общество (ныне — Новосельский сельсовет, Окуловский район, Новгородская область) в крестьянской семье. Учился в земской школе (3 года), и двухклассном министерском училище (ещё 3 года), потом работал в хозяйстве родителей.
В 1919 году был назначен учителем в первый класс начальной школы и через год получил направление в Тверской педагогический институт. По его окончании (1925) работал там же в качестве лаборанта физической лаборатории.
В 1929 году переехал в Ленинград и был принят на должность инженера-физика ЛФТИ.
В 1932 году из ЛФТИ выделился Уральский физико-технический институт (впоследствии Институт физики металлов, Свердловск). В нём Р. И. Янус со дня основания пожизненно заведовал лабораторией магнитных явлений.
С 1938 года также преподавал в УрГУ.
Умер 31 января 1966 года в Свердловске. Похоронен на Широкореченском кладбище.

## Области научных исследований
- физика магнитных явлений;
- магнитная дефектоскопия;
- магнитный структурный анализ.

## Публикации
- Р. И. Янус. Магнитная дефектоскопия. — М., Л.: Гостехиздат, 1946. — 171 с.

- Основатель журнала «Дефектоскопия»[5] (1965).

## Награды и премии
- Сталинская премия третьей степени (1951) — за разработку и внедрение в промышленность нового метода контроля качества стальных изделий
- орден Ленина (1953)
- орден «Знак Почёта» (1946).
- Медаль «За доблестный труд в Великой Отечественной войне 1941—1945 гг.»